# Меньшиков, Виталий Яковлевич
Виталий Яковлевич Меньшиков (эст. Vitali Menšikov; род. 22 ноября 1946, Катайск, Курганская область) — эстонский государственный деятель, мэр города Силламяэ, народный депутат, член Президиума Верховного Совета Эстонской ССР XII созыва (переименовано в Верховный Совет Эстонской Республики (эст. Eesti Vabariigi Ülemnõukogu)).

## Биография
Виталий Яковлевич Меньшиков родился 22 ноября 1946 года в городе Катайске Катайского района Курганской области, ныне город — административный центр Катайского муниципального округа той же области.
В 1964 году поступил и в 1971 году окончил Уральский ордена Трудового Красного Знамени политехнический институт имени С. М. Кирова.
В 1971 году переехал в город Силламяэ Эстонской ССР. В 1971—1979 годах работал мастером, затем начальником смены в цехе № 6 Силламяэского химико-металлургического производственного объединения (СХМПО). В 1979—1990 годах работал заместителем начальника отдела в заводоуправлении этого же завода.
В 1990 году избран депутатом Верховного Совета Эстонской ССР XII созыва, с 8 мая 1990 года — Верховный Совет Эстонской Республики (эст. Eesti Vabariigi Ülemnõukogu). Член Президиума, член Правовой комиссии Верховного Совета, председатель депутатской группы «Гражданское согласие». 29 сентября 1992 года Верховный Совет Эстонской Республики сложил полномочия в пользу Государственного Собрания Эстонии (Рийгикогу).
Сопредседатель Русского правового движения.
Избирался депутатом горсовета Силламяэ. Мэр города Силламяэ с 1992 по 1996 годы. В мае 1992 года Председатель Силламяэского городского Совета А. Максименко внес на рассмотрение депутатов для избрания председателем исполнительного комитета Силламяэского городского Совета депутатов кандидатуру Виталия Меньшикова. Голосование было открытым. Из 18 депутатов, присутствовавших на сессии, 15 человек проголосовали за Меньшикова, трое — воздержались. Утверждён в должности мэра Верховным Советом Эстонской Республики 11 июня 1992 года.
В ноябре 1993 года Председатель Силламяэского городского собрания Юрий Божко предложил на должность мэра кандидатуру действующего мэра Виталия Меньшикова. В результате тайного голосования он единогласно избран мэром города.
После выражения недоверия со стороны Силламяэского городского собрания Виталий Меньшиков представил ему просьбу об отставке, однако, попав в больницу с сердечным недомоганием, прислал горсобранию по факсу ходатайство о том, что бы рассмотрение данной просьбы отложили до его выздоровления. 23 января 1996 год года освобождён от занимаемой должности, Силламяэское городское собрание единогласно удовлетворено его заявление об отставке.
Находясь на пенсии живёт в городе Нарве, Эстония.